# Horodnic de Jos (gmina)
Horodnic de Jos – gmina w Rumunii, w okręgu Suczawa. Obejmuje tylko jedną miejscowość Horodnic de Jos. W 2011 roku liczyła 2003 mieszkańców.